# BMW X6
BMW X6 — перший автомобіль кросовер класу люкс німецької компанії BMW (або Sports Activity Coupé (SAC) чи спортивне SUV-купе за визначенням виробника).

## Перше покоління
BMW X6 першого покоління (E71) оснащений традиційними бензиновим або дизельним двигунами, а для прихильників екологічного стилю життя має версію з гібридним (електро-бензиновим) силовим агрегатом під назвою 'ActiveHybrid'. Повнопривідні версії мають серійну класифікацію 'xDrive'.
Вперше авто як концепт-кар було продемонстровано на Франкфуртскому автосалоні в 2007 р. Концепт дуже сподобався фахівцям і потенційним споживачам. Тому серійний випуск і продаж розпочались вже в наступному 2008 році.
В 2009 році вийшла версія BMW X6 M та ActiveHybrid X6 з V8 (індекс E72) — гібридний автомобіль, оснащений парою електромоторів і сумарною віддачею силової установки в 485 к.с.
Х6 збирають на заводах США, Росії, Єгипту, Індії, Таїланду, Малайзії.
У 2011 році Х6 зазнав модернізацію: злегка змінилася зовнішність, з'явилися нові опції, на зміну АКП 6Hp прийшла АКП 8Hp

### Двигуни
| Модель          | Об'єм, см³ | Тип двигуна | Потужність, кВт                 | Крутний момент, Нм   | Максимальна швидкість, км/год | 0-100 км/год за 60 с, сек | Витрата пального, л/100 км | Викид CO2, г/км | Вага, кг  |
| Бензинові       | Бензинові  | Бензинові   | Бензинові                       | Бензинові            | Бензинові                     | Бензинові                 | Бензинові                  | Бензинові       | Бензинові |
| --------------- | ---------- | ----------- | ------------------------------- | -------------------- | ----------------------------- | ------------------------- | -------------------------- | --------------- | --------- |
| xDrive35i       | 2979       | R6          | 225 (306 к.с.) при 5800-6250/хв | 400 при 1300-5000/хв | 240                           | 6.7                       | 10.9                       | 262             | 2145      |
| xDrive50i       | 4395       | V8          | 300 (407 к.с.) при 5500-6400/хв | 600 при 1750-4500/хв | 250                           | 5.4                       | 12.5                       | 299             | 2265      |
| X6 M            | 4395       | V8          | 408 (555 к.с.) при 6000/хв      | 680 при 1500-5650/хв | 250                           | 4.7                       | 13.9                       | 325             | 2380      |
| ActiveHybrid X6 | 4395       | V8          | 357 (485 к.с.) (комбіновано)    | 780                  | 236                           | 5.6                       | 9.9                        | 231             | 2500      |
| Дизельні        |            |             |                                 |                      |                               |                           |                            |                 |           |
| xDrive30d       | 2993       | R6          | 173 (235 к.с.) при 4000/хв      | 520 при 2000—2750/хв | 220                           | 8.0                       | 8.2                        | 217             | 2150      |
| xDrive35d       | 2993       | R6          | 210 (286 к.с.) при 4400/хв      | 580 при 1750—2250/хв | 236                           | 6.9                       | 8.3                        | 220             | 2185      |

### X6 M
У квітні 2009 року громадськості була представлена спортивна версія X6 M, яка являє собою модель xDrive50i з форсованим до 555 к.с. двигуном з подвійним турбонадувом. Допрацюванню також піддалися підвіска, рульове управління, система повного приводу і, в незначній мірі, елементи інтер'єру та екстер'єру. BMW Х6 М і Х5 М стали першими в історії BMW Motorsport автомобілями з повним приводом, турбованим двигуном в сегменті SUV.
За потужність цього позашляховика відповідає 4.4-літровий двигун V8 з подвійним турбонаддувом. Продуктивний восьмициліндровий двигун генерує вражаючі 567 кінських сил при 6.000-6.500 обертах в хвилину та 76.5 кг/м крутного моменту при 2.000-5.000 обертах в хвилину. До того ж, двигун отримав спеціальну мастильну систему, яка дозволяє йому абсолютно нормально функціонувати навіть при відносно низьких та високих температурах. Восьмиступінчаста коробка передач M Steptronic співпрацює зі спеціальною версією системи повного приводу xDrive, яка, у свою чергу, рівномірно розподіляє потужність на передні або задні колеса в залежності від типу дорожнього покриття. Коробку передач можна залишити в автоматичному режимі або перемикати за допомогою важеля, розташованого за рульовим колесом. Всі ці характеристики дозволяють даному автомобілю досягати відмітки у 96.5 км/год за 4.2 секунди. Вражаючий показник, особливо з урахуванням ваги позашляховика у 2.268 кг. Гранично допустима швидкість сягає показника у 249.5 км/год. Очікувати надмірної економічності від такого транспортного засобу, звісно, не варто, але завдяки наявності системи страт/стоп, можна отримати такі показники, як: 16.8 л/100 км в місті і 12.38 л/100 км на трасі.

### Фотогалерея

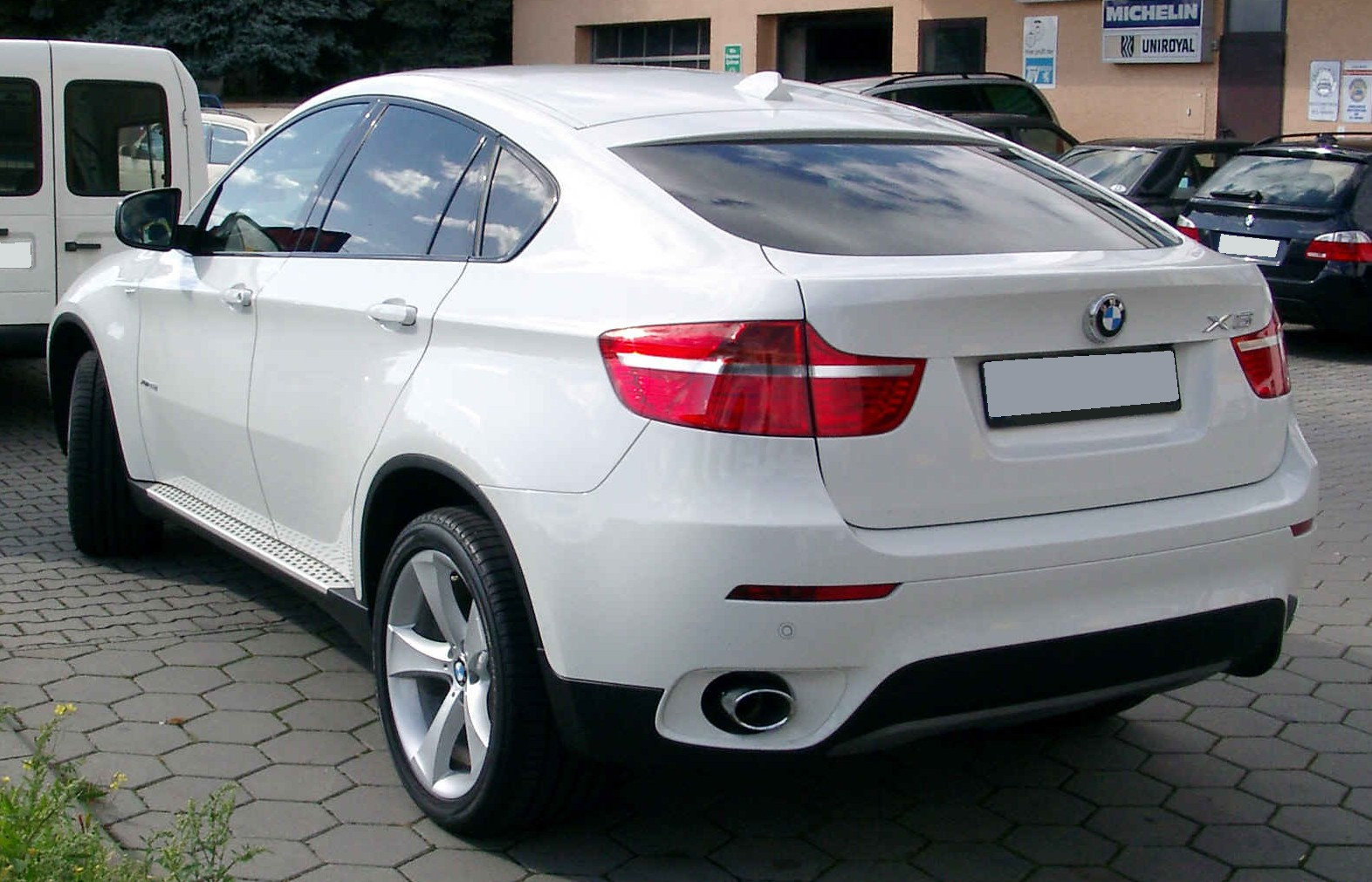
BMW X6 (2008-2010)
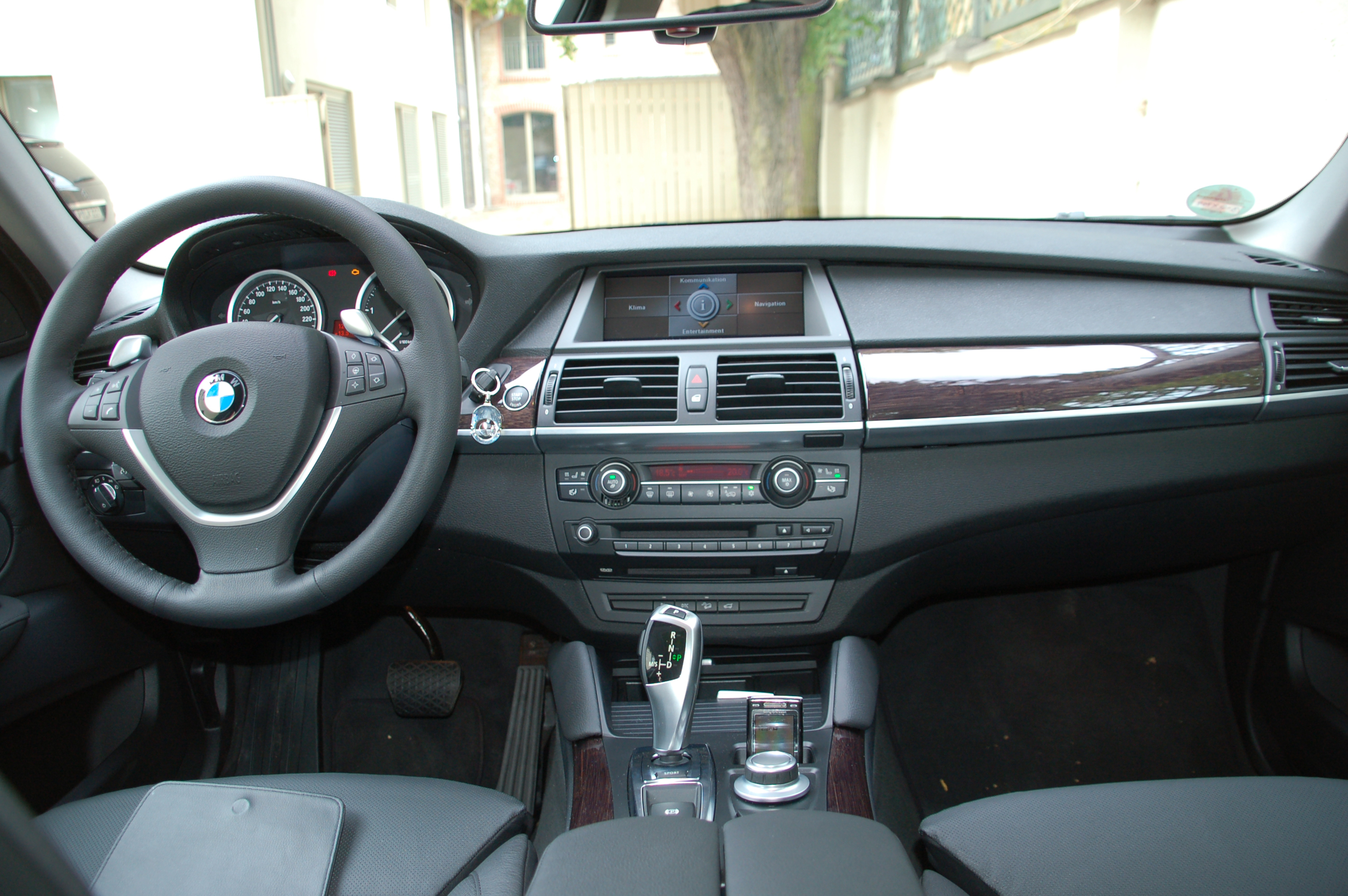
BMW X6 — торпеда
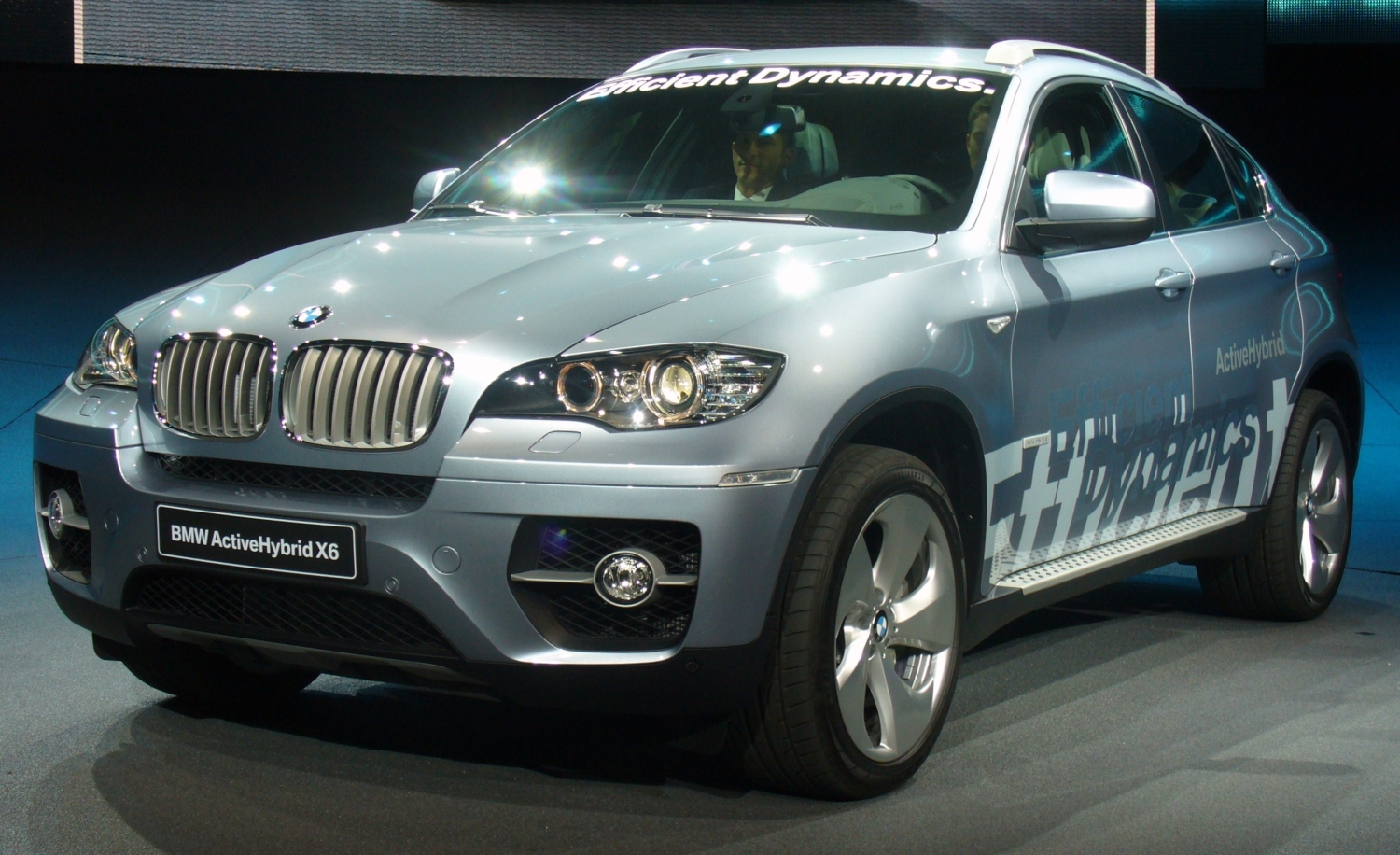
BMW X6 ActiveHybrid - гібрид, з електро-бензиновим двигунами.
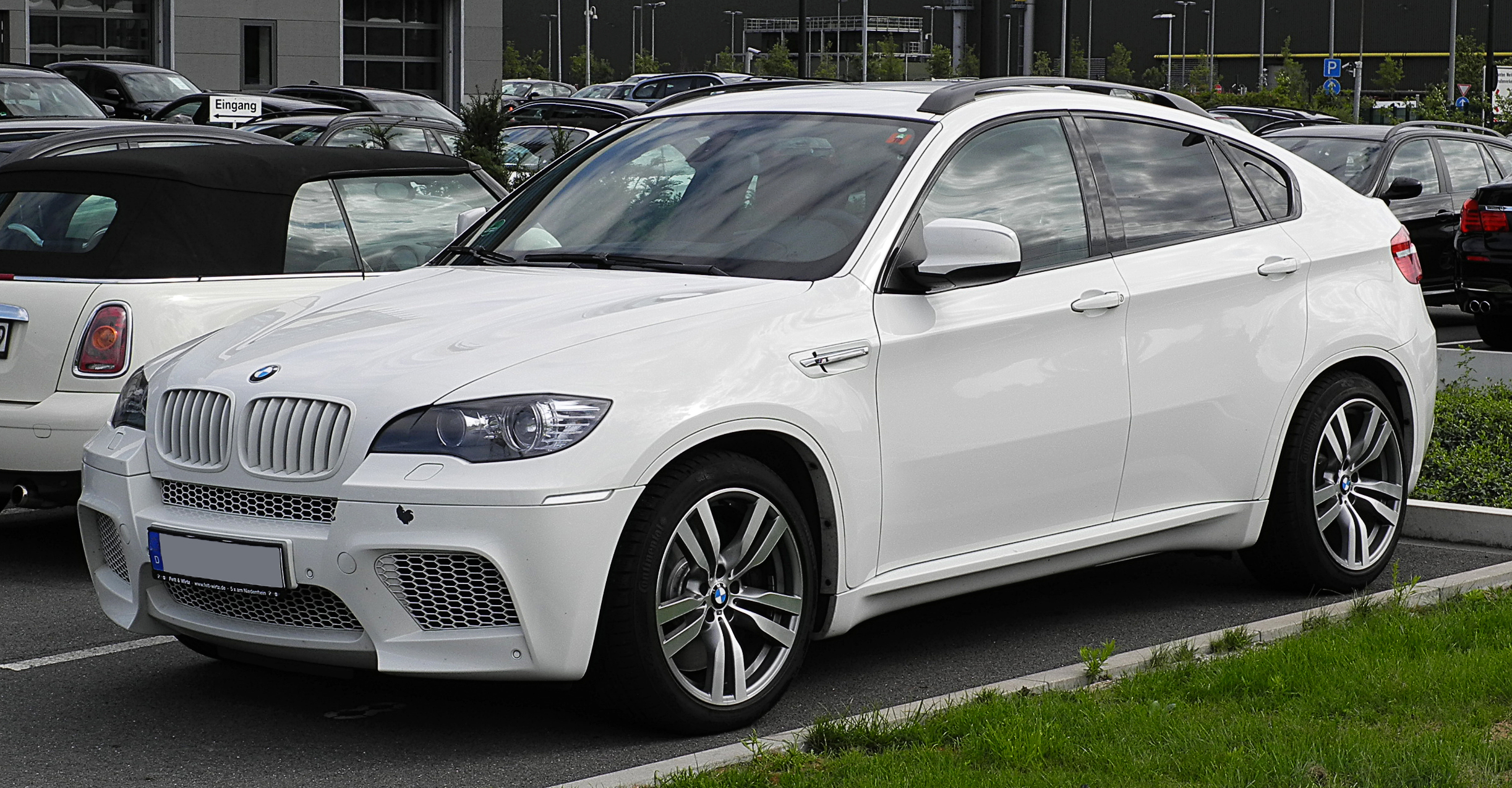
BMW X6 M
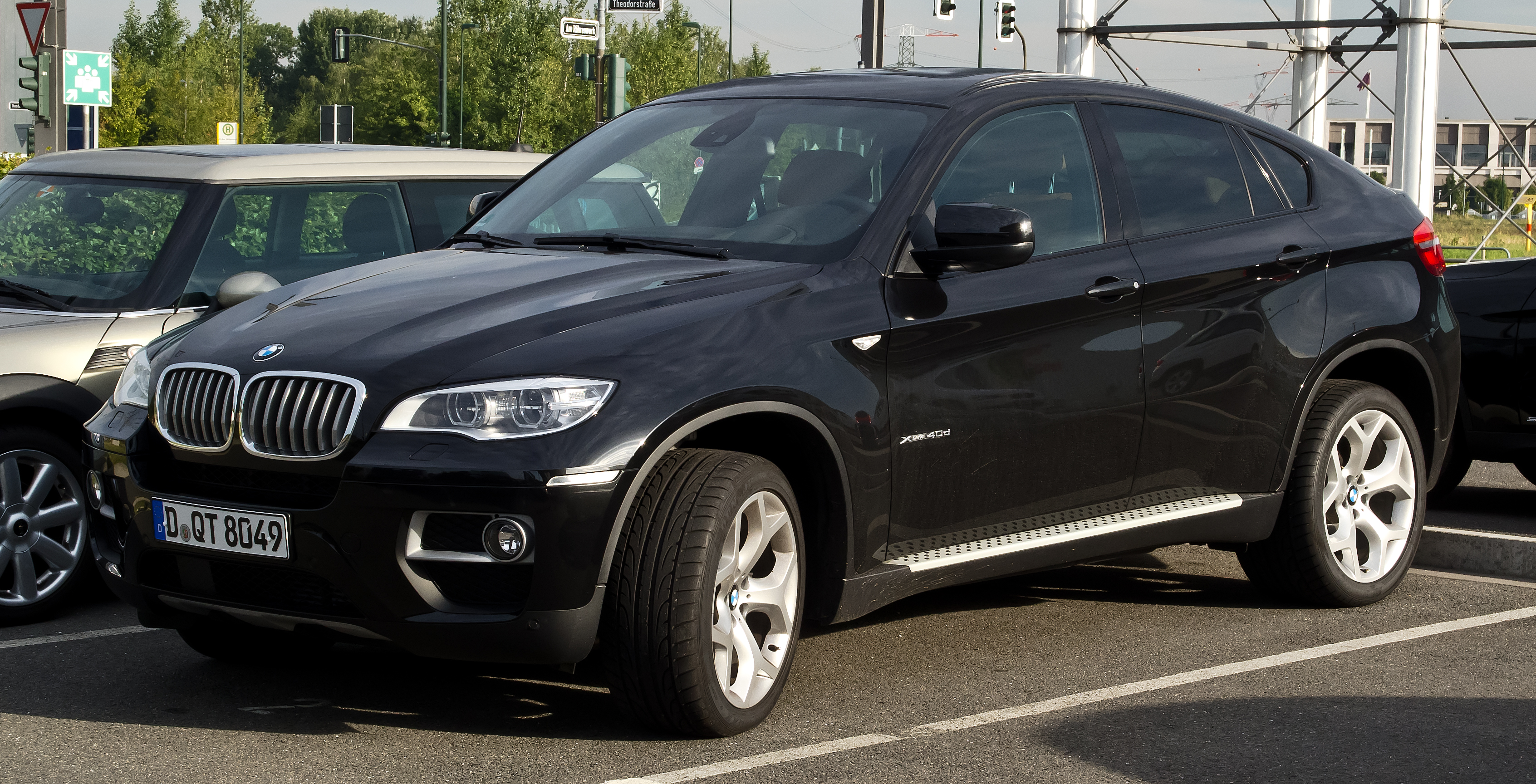
BMW X6 (2011-2014)

## Друге покоління

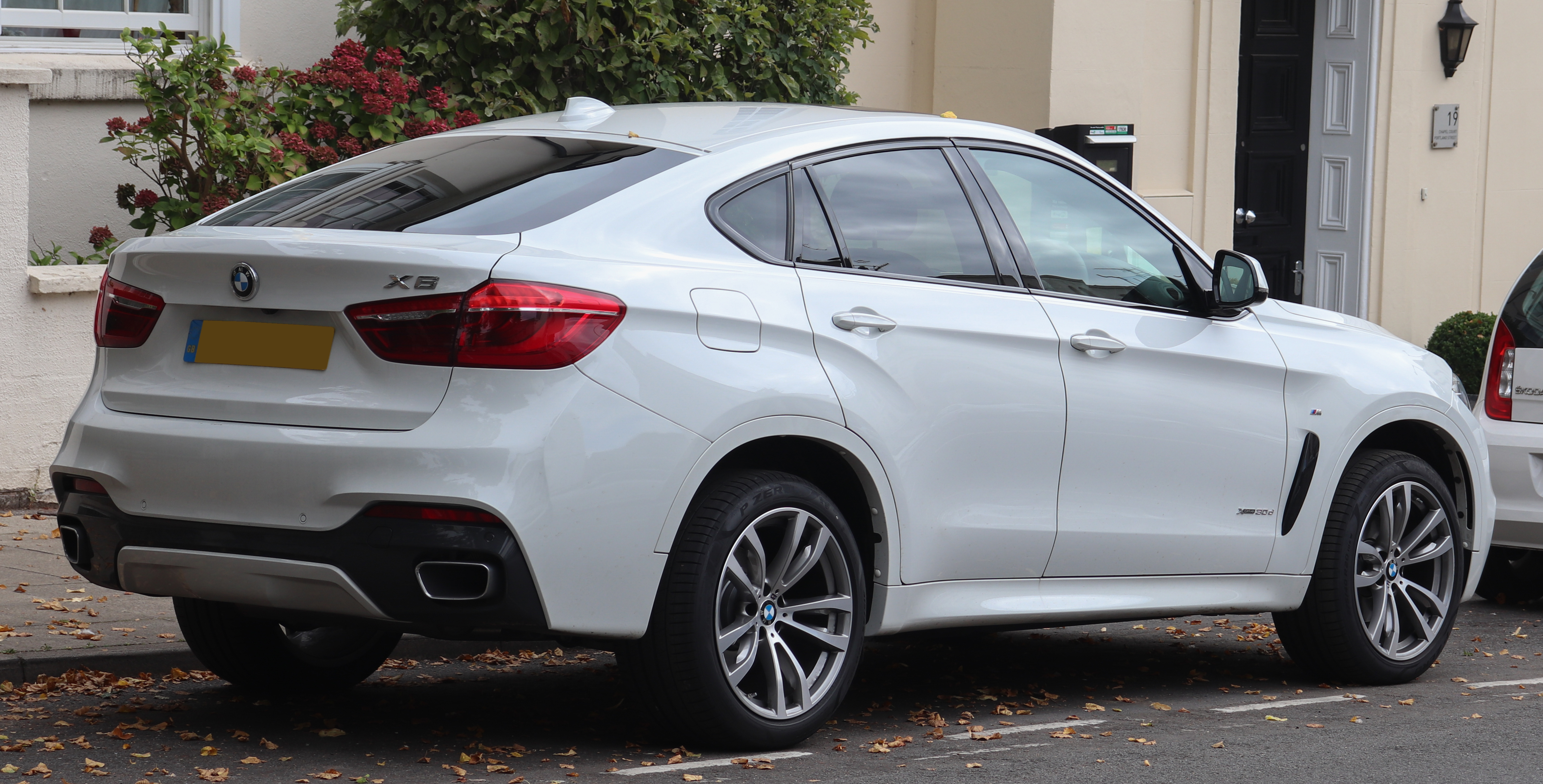
BMW X6 xDrive30d (F16)

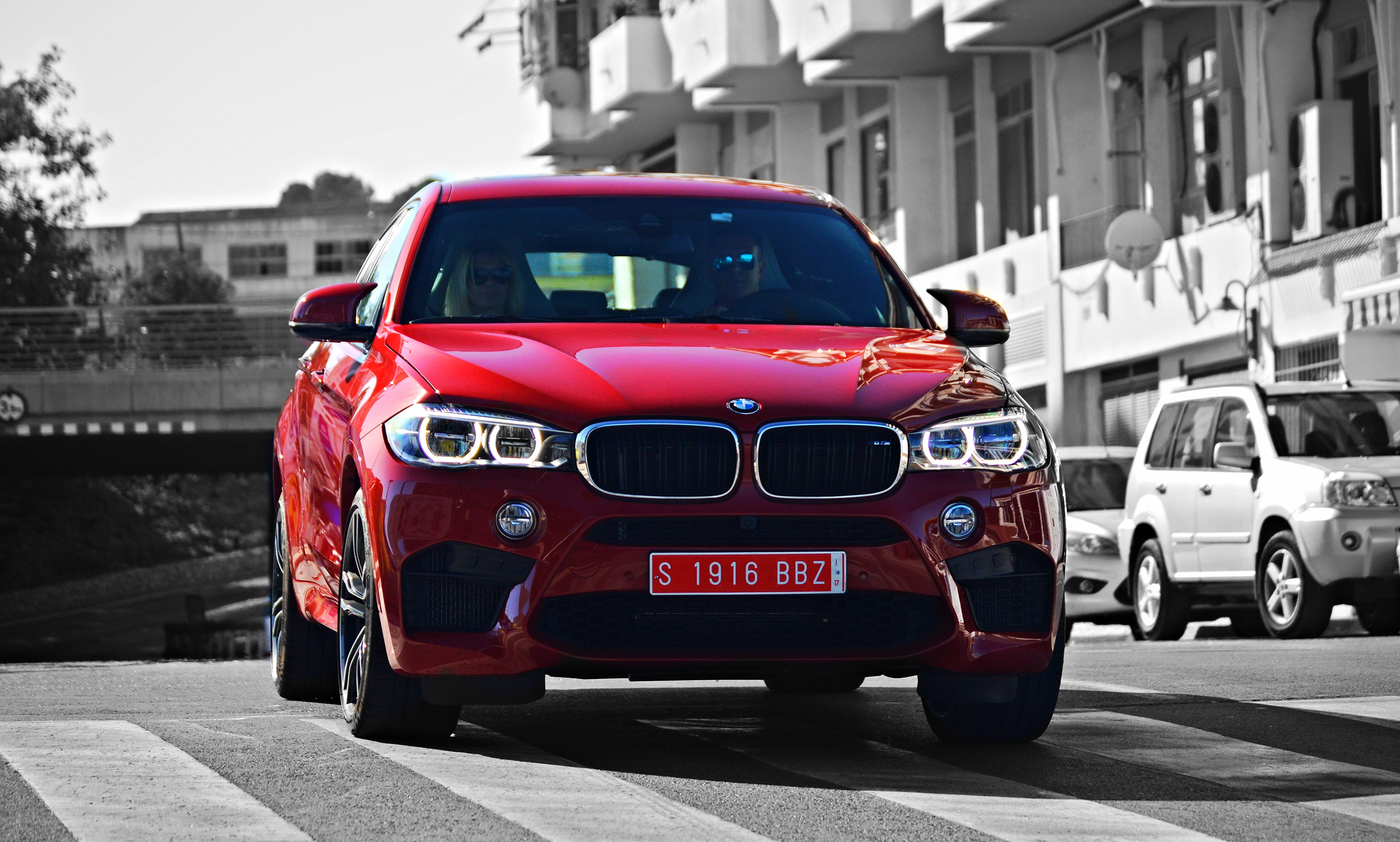
BMW X6M (F86)

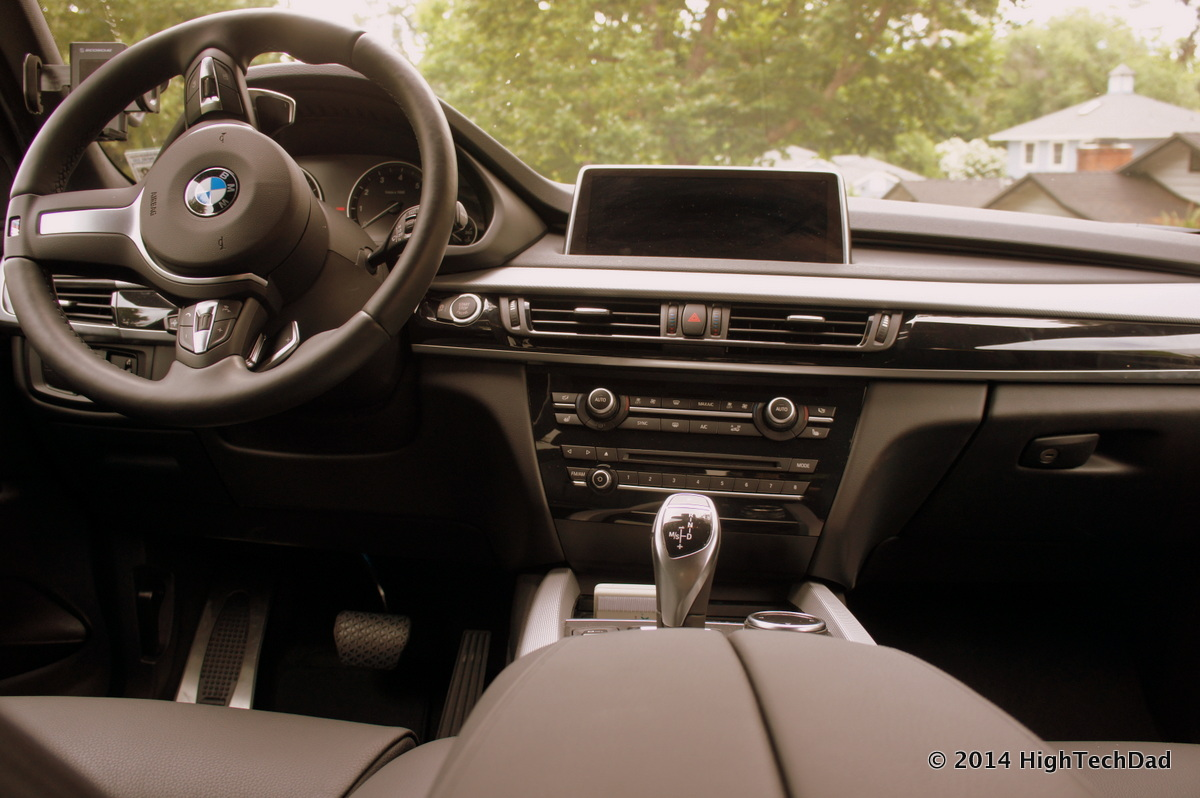

На автосалоні в Лос-Анджелесі восени 2014 року дебютував BMW X6 другого покоління з індексом F16, розроблений на основі BMW X5 (F15).
Гамма силових агрегатів спочатку буде обмежена одним бензиновим двигуном V8 і двома рядними шестициліндровими дизелями. Бензиновий бітурбомотор V8 4.4 л у BMW X6 xDrive 50i потужністю 450 к.с. і крутним моментом 650 ньютон-метрів при 2000 об/хв, розгін до 100 км/год за 4,8 с. До весни 2015 року до нього приєднається нинішня рядна «шістка» BMW X6 xDrive 35i (306 к.с., 400 Нм). З нею BMW X6 xDrive 35i здатний дістатися до сотні за 6,4 с. Базовий трилітровий турбодизель на X6 xDrive 30d розвиває 258 к.с. і 560 Нм. Збереглася й версія X6 M50d з лінійки M Performance з трьома турбокомпресорами — 381 к.с. і 740 Нм. До весни 2015 року лінійку поповнить 313-сильний X6 xDrive 40d. Всі двигуни — Євро-6.
BMW X6 2016 року комплектується з декількома оновленнями, такими як модернізований Bluetooth, а в моделях V8 і 4-зонним клімат-контролем.
Базові моделі BMW X6 2016 року комплектуються з 6-циліндровим двигунами, модель sDrive35i оснащена заднім приводом, а sDrive50i — повним приводом. Інші базові характеристики: шкіряний салон, панорамний люк на даху, паркувальні датчики, розділені задні сидіння 40/20/40, 10-позиційні передні сидіння з підігрівом і універсальний пульт від гаражної двері. Нещодавно оновлений Bluetooth дозволяє водіям краще контролювати під'єднані пристрої та інтегрувати їх зі стандартною інформаційно-розважальною системою «IDrive», яка має у своєму складі навігацію, 9 динаміків, AM / FM / CD-плеєр з потокової передачею через Bluetooth, USB порт і жорсткий диск для зберігання музики.

### Двигуни
| Модель    | Код двигуна | Об'єм     | Циліндри  | Потужність при об/хв            | Крутний момент при об/хв | Vмакс км/год | 0-100 км/год с | Витрата пального л/100 км | Викиди CO2 | Вага      | Роки виробництва |
| Бензинові | Бензинові   | Бензинові | Бензинові | Бензинові                       | Бензинові                | Бензинові    | Бензинові      | Бензинові                 | Бензинові  | Бензинові | Бензинові        |
| --------- | ----------- | --------- | --------- | ------------------------------- | ------------------------ | ------------ | -------------- | ------------------------- | ---------- | --------- | ---------------- |
| xDrive35i | N55B30      | 2979 см³  | Р6        | 225 kW (306 к.с.) при 5800-6400 | 400 Нм при 1200-5000     | 240          | 6,4            | 8,5-8,6                   | 198 гр/км  | 2100 кг   | з 11/2014        |
| xDrive50i | N63B44      | 4395 см³  | V8        | 330 kW (450 к.с.) при 5500-6000 | 650 Нм при 2000-4500     | 250          | 4,8            | 9,7                       | 225 гр/км  | 2245 кг   | з 11/2014        |
| X6 M      | N63B44      | 4395 см³  | V8        | 423 kW (575 к.с.) при 6000–6500 | 750 Нм при 2200–5000     | 250          | 4,2            | ?                         | ? гр/км    | ? кг      | з 01/2015        |
| Дизельні  |             |           |           |                                 |                          |              |                |                           |            |           |                  |
| xDrive30d | N57D30OL    | 2993 см³  | Р6        | 190 kW (258 к.с.) при 4000      | 560 Нм при 1500-3000     | 230          | 6,7            | 6,0                       | 157 гр/км  | 2140 кг   | з 11/2014        |
| xDrive40d | N57D30TOP   | 2993 см³  | Р6        | 230 kW (313 к.с.) при 4400      | 630 Нм при 1500—2500     | 240          | 5,8            | 6,2−6,3                   | 163 гр/км  | 2180 кг   | з 11/2014        |
| M50d      | N57D30S1    | 2993 см³  | Р6        | 280 kW (381 к.с.) при 4000−4400 | 740 Нм при 2000−3000     | 250          | 5,2            | 6,6                       | 174 гр/км  | 2260 кг   | з 11/2014        |

## Третє покоління (G06, з 2019)

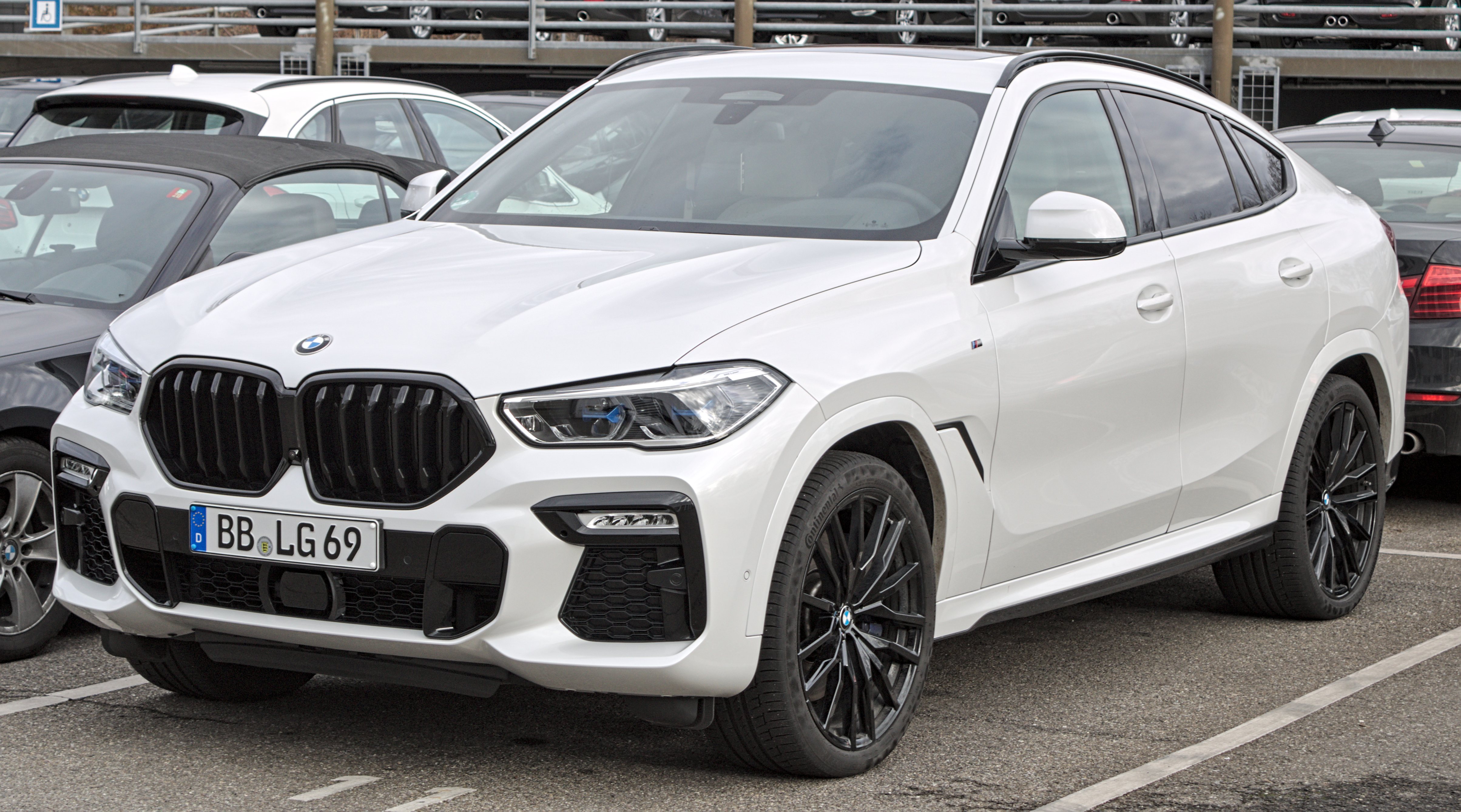
BMW X6 xDrive30d (G06)

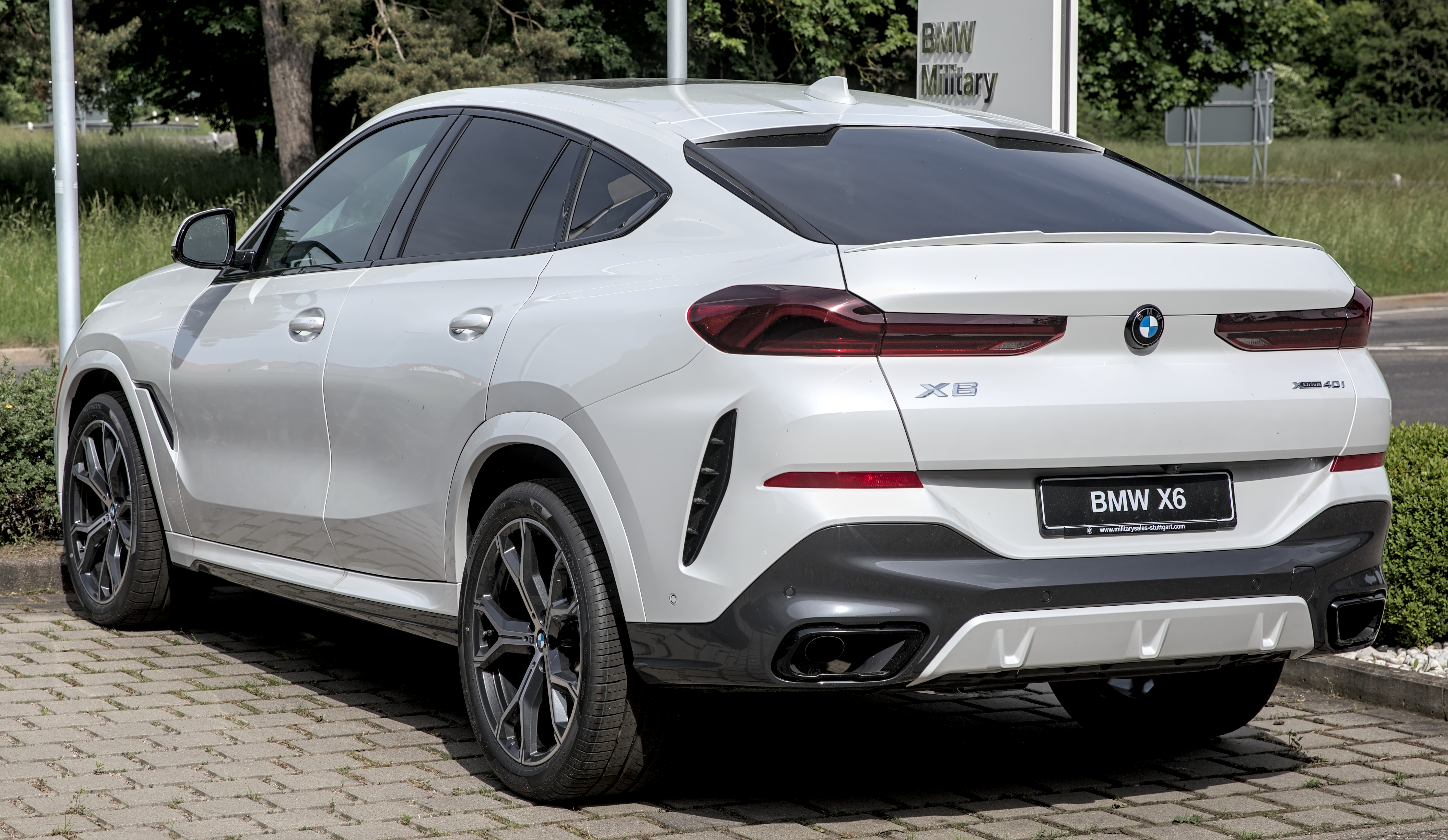
BMW X6 (G06)

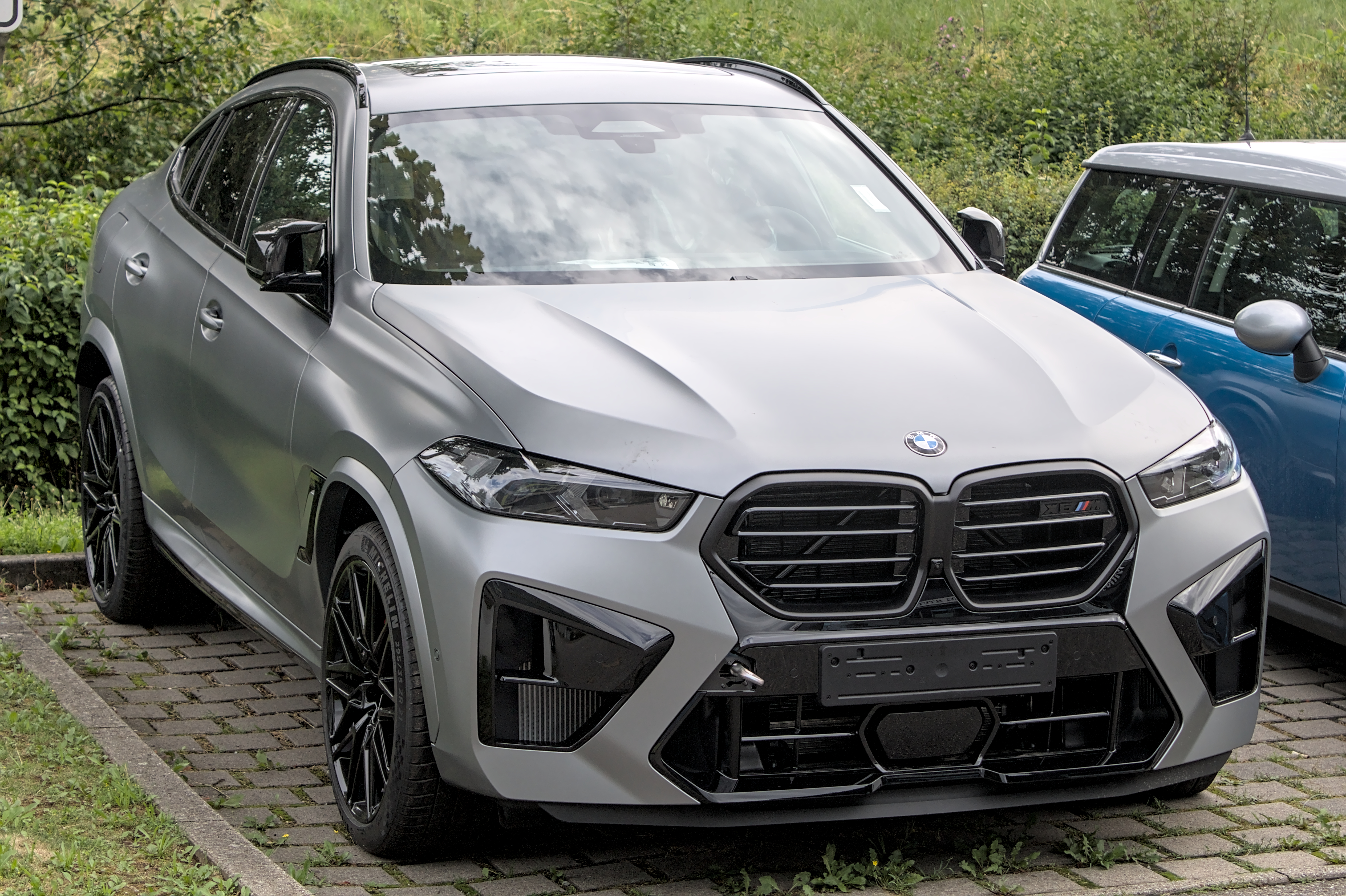
BMW X6 M (G06)

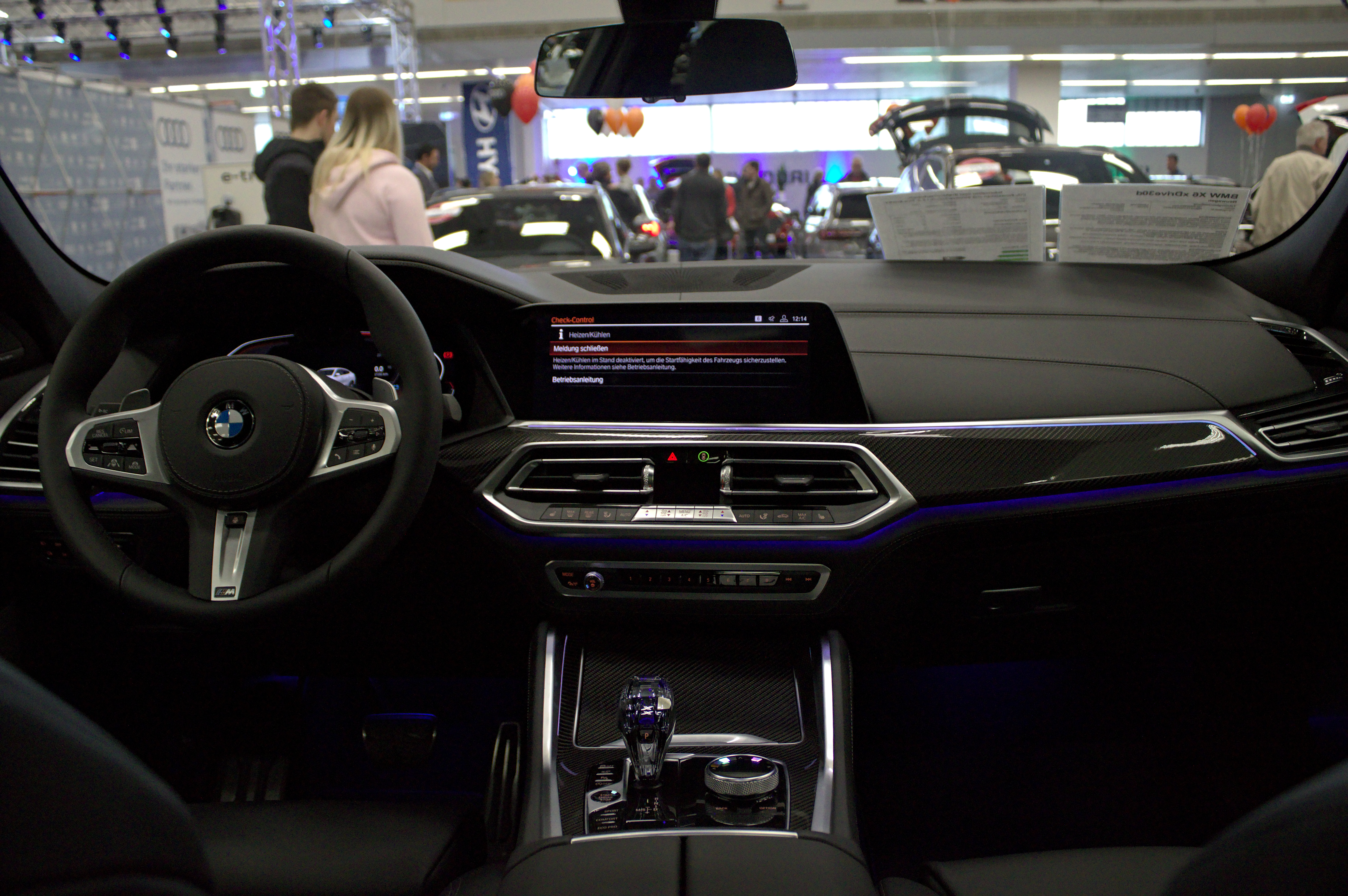

3 липня 2019 року дебютувало третє покоління BMW X6 (заводський індекс G06). Як і BMW X5 четвертого покоління, автомобіль збудований на модульній платформі CLAR з двохважільною підвіскою спереду і багатоважільною ззаду. Крім пневмопружин на обох осях кросовер отримав рульове управління із змінним передавальним відношенням, електроннокеровані амортизатори, повнокероване шасі (задні колеса повертаються на кут до трьох градусів) і активні 12 вольтові електромеханічні стабілізатори поперечної стійкості. Повноприводна трансмісія — з багатодисковою муфтою в приводі передньої осі і опціональним заднім диференціалом з керованим ступенем блокування. Гібридна конструкція кузова зроблена з різних сортів сталі і алюмінієвих сплавів. Кузов повинен стати легшим і жорсткішим.
BMW оновив X6 для 2021 модельного року. Стандартний 335-сильний шестициліндровий турбодвигун отримав 48-вольтовий гібрид. Така комбінація розганяє позашляховик до сотні за 5,3 с.
З 2022 модельного року BMW припиняє випуск версії X6 sDrive40i з заднім приводом. Тепер автомобіль у всіх комплектаціях буде стандартно оснащений повним приводом.
Об'єм багажника BMW X6 складає 580 літрів.

### Двигуни
- 3.0 L B58 I6-T
- 4.4 L N63 V8-T
- 4.4 л S63 V8 twin turbo 600 к.с. 750 Нм (X6 M)
- 4.4 л S63 V8 twin turbo 625 к.с. 750 Нм (X6 M Competition)
- 3.0 L B57 I6-T (diesel)

## Виробництво і продажі
| Рік     | Виробництва | Продажі в Європі | Продажі в США |
| ------- | ----------- | ---------------- | ------------- |
| 2008    | 26,580      | 13,212           | 4,548         |
| 2009    | 41,667      | 19,805           | 4,787         |
| 2010    | 46,404      | 17,162           | 6,257         |
| 2011    | 40,822      | 14,876           | 6,192         |
| 2012    | 43,689      | 12,943           | 6,749         |
| 2013    | 36,688      | 8,597            | 5,549         |
| 2014    | 30,244      | 4,936            | 3,896         |
| 2015    | 46,305      | 14,158           | 7,906         |
| 2016    | 43,323      | 12,596           | 7,117         |
| 2017    | 40,531      | 10,492           | 6,780         |
| 2018    | 35,040      | 9,445            | 6,862         |
| Всього: | 431,293     | 138,222          | 66,643        |